# Adina Pintilie
Adina Pintilie (Boekarest, 12 januari 1980) is een Roemeens filmregisseur die sinds 2003 actief is. Tot 2010 maakte ze negen korte films en documentaires. Daarna werkte ze jaren aan de film Touch Me Not (waar ze ook zelf in speelde) die op het Internationaal filmfestival van Berlijn 2018 de Gouden Beer won en genomineerd werd voor een European Film Award voor beste debuut.
In 2021 zat ze op het Internationaal filmfestival van Berlijn in de jury.

## Filmografie
- Ea (2003, kort)
- Unwatched Trains (2004, kort)
- Some Kind of Loneliness (2004, korte documentaire)
- Nea Pintea... Model (2005, korte documentaire)
- The Fear of Mr. G (2006, kort)
- Casino (2006, kort)
- Don't Get Me Wrong (2007, midlength)
- Sandpit #186 (2009, kort)
- Oxygen (2010, korte documentaire)
- Touch Me Not (2018)